# Université de Berne
L’Université de Berne (en abrégé UNIBE, UNIB ou encore UBE[réf. nécessaire] ; en allemand Universität Bern, en latin Universitas Bernensis), fondée en 1834, est située à Berne, la ville fédérale de la Suisse. L'université est financée et contrôlée par le canton de Berne. Université traditionnelle complète, elle propose une large offre de filières d’études dans huit facultés et près de 150 instituts. Elle occupe une position de pointe au niveau international dans divers domaines comme la recherche spatiale. 
L’enseignement et la recherche y sont placés sous le signe de l’interdisciplinarité, à l’image des quatre pôles de recherche nationaux (PRN) qu’elle abrite : TransCure (biologie des membranes), PlanetS (systèmes planétaires, en collaboration avec l'Université de Genève) et MUST (Physique expérimentale, en collaboration avec l'EPF de Zurich) et RNA & Disease. Les PRN Climat (sciences du climat) et Nord-Sud (développement durable) se sont terminés le 31 mars 2013. Les activités des PRN sont poursuivies par Le Centre Oeschger et Centre for Development and Environment (CDE) respectivement. Le PRN Réglementation du commerce international (commerce mondial) s‘est terminé le 31 mai 2017. 
Avec 18 576 étudiants immatriculés, l’Université de Berne fait partie des universités moyennes de Suisse. Sa situation géographie centrale, la qualité de vie parmi les plus élevées au monde dans la ville de Berne et les cursus proposés contribuent à l’attractivité de l’Université de Berne.

## Vue d’ensemble

### Organisation

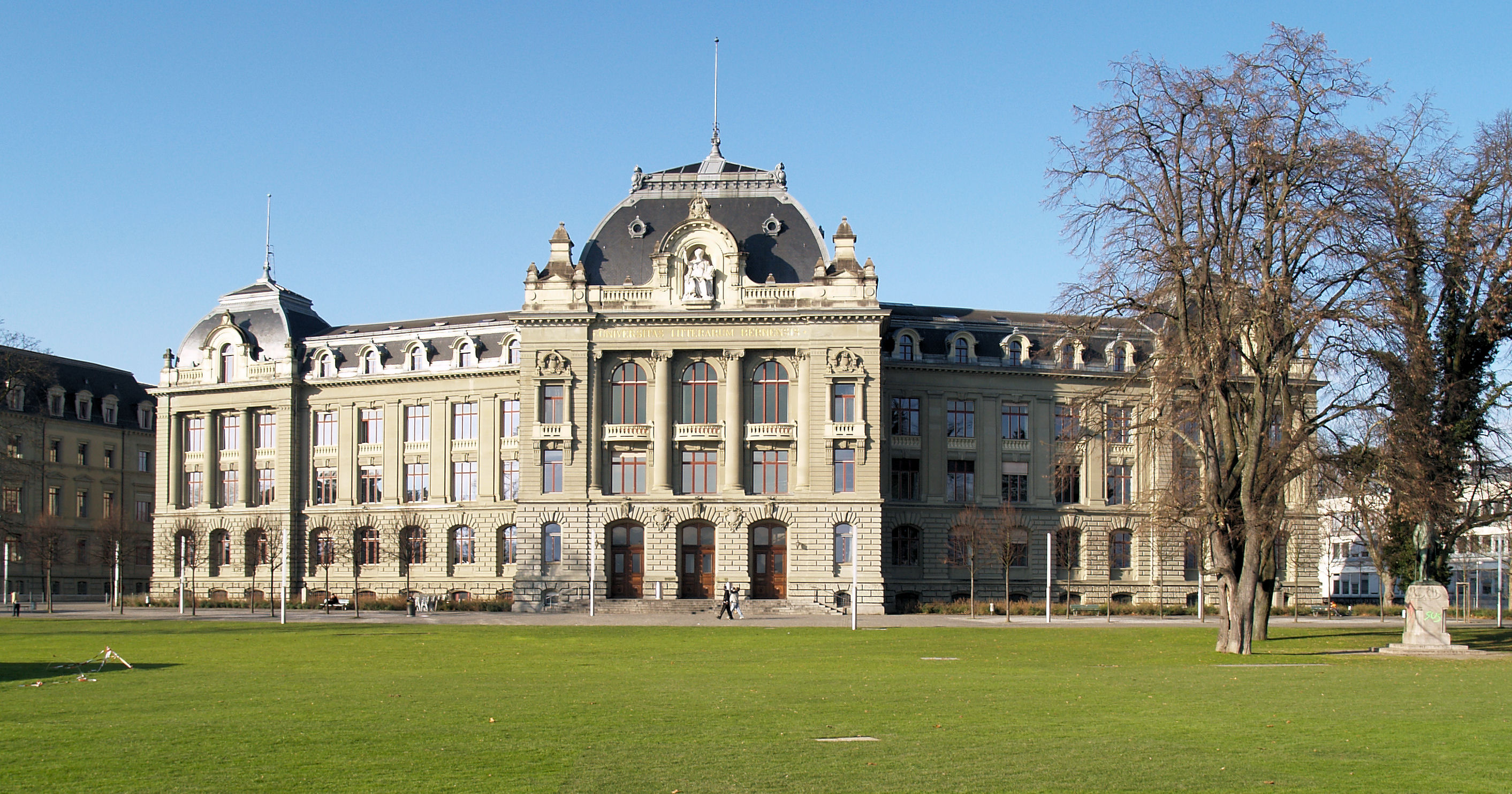
Bâtiment principal de l'Université de Berne.

L’Université de Berne est organisée en trois niveaux : organes centraux, facultés et instituts. Elle possède en outre d’autres unités administratives telles que les unités interfacultaires et les unités universitaires centrales. L’organe suprême est le sénat, qui édicte notamment les statuts et les règlements. Subordonnée au sénat, la direction de l’université est l’organe de direction et de coordination. Elle se compose du recteur, des vice-recteurs et du directeur administratif. Les structures et les tâches de la direction de l’université et des autres unités administratives sont définies dans la loi sur l’université.
L’Université de Berne propose 39 cursus bachelor et 72 cursus master suivis par 18 576 étudiants. 3 093 doctorants y sont immatriculés. Depuis quelque temps, les femmes constituent la majorité des étudiants (57% fin 2019).

### Sites

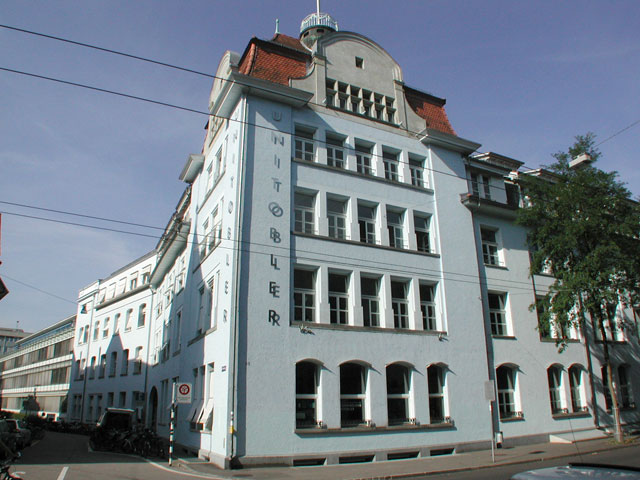
Façade du bâtiment universitaire Unitobler.

Avec l’Université de Fribourg, l’Université de Berne constitue le troisième centre universitaire du Plateau à côté de Zurich/St-Gall en Suisse orientale et de Lausanne/Genève au bord du lac Léman grâce à son statut de lieu de formation situé dans la Région capitale suisse, l’une des cinq aires métropolitaines que compte la Suisse avec Zurich, Bâle, le Tessin et Genève-Lausanne (Arc lémanique),. Contrairement à nombre d’autres hautes écoles, l’Université de Berne n’a pas opté pour un campus de masse relégué en périphérie mais mise sur le principe de l’université citadine, intégrée dans la ville. La plupart des instituts et des cliniques se trouvent toujours dans le quartier universitaire traditionnel de la Länggasse et sont rapidement accessibles à pied les uns des autres. Du point de vue architectural, les bâtiments universitaires se distinguent par un mariage réussi entre passé et modernité. Ainsi, l’ancienne fabrique de chocolat Tobler (aujourd’hui Unitobler) abrite la faculté des lettres. Cette réaffectation a été récompensée par deux prix d’architecture.

## Histoire

### Origines: haute école et académie (1500–1834)
La première pierre de l’Université de Berne est posée déjà au XVIe siècle quand il a fallu, après l’avènement de la Réforme, former de nouveaux pasteurs dans une Haute école. En 1805, le gouvernement de Berne réorganise l’enseignement supérieur en transformant l’ancienne école de théologie en une Académie comprenant quatre facultés. Il est alors possible de suivre à Berne une formation complète non seulement pour devenir pasteur mais aussi juriste ou médecin.

### Ancienne université: renaissance et croissance (1834–1900)
Comme dans d’autres pays européens, la politique suisse est marquée par le conflit opposant conservateurs et libéraux. En 1834, après leur victoire dans le canton de Berne en 1831, les libéraux font de l’Académie une Université comptant 45 enseignants pour 167 étudiants. Vu la situation politique, la Haute école ne peut se développer sereinement qu’après la constitution de l’État fédéral en 1848. Entre 1885 et 1900, le nombre d’étudiants double, passant de 500 à 1 000. À la fin du XIXe siècle, l’Université de Berne est la plus grande de Suisse. Elle connaît une croissance rapide grâce aux étrangers en provenance surtout d’Allemagne et de Russie qui représentent la moitié des étudiants. Ce sont les étudiantes russes qui ouvrent une brèche permettant aux femmes d’étudier après 1870.

### Nouvelle université: déménagement et consolidation (1900–1950)
À la fin du XIXe siècle, la ville de Berne prospère et l’université s’étend dans le quartier de la Länggasse. Le nouveau bâtiment principal à la Grosse Schanze est inauguré en 1903 et le nombre de facultés augmente. En 1908/1909, trois personnalités donnent un nouveau souffle à l’université de Berne. À partir de 1908, Albert Einstein y enseigne la physique théorique pendant trois semestres. En 1909, la philosophe russe Anna Tumarkin est nommée professeur extraordinaire et devient ainsi la première femme en Europe habilitée à décerner des doctorats et des habilitations. La même année, le chirurgien bernois Theodor Kocher reçoit le prix Nobel de physiologie ou médecine. Les années suivantes, l’Université de Berne consolide sa position et passe le cap des 2 000 étudiants.

### Université moderne: extension et réorganisation (1950–2000)
Après la Seconde Guerre mondiale, de nombreuses voix s’élèvent en Suisse pour demander l’élargissement de la formation universitaire et technique. La nouvelle donne et la croissance rapide des années 50 et 60 - l’Université de Berne compte déjà 5000 étudiants en 1968 - requièrent une adaptation. Une loi universitaire moderne, entièrement révisée, entre en vigueur en 1996. Auparavant rattachée administrativement à la Direction de l’Instruction publique du canton de Berne, l’Université de Berne devient un établissement autonome doté de la personnalité juridique. De plus, la loi délimite clairement les compétences de l’université et de l’État. En 1992, la barre des 10 000 étudiants est franchie.

### Université actuelle: réforme de Bologne et restructuration (à partir de 2000)
La Déclaration de Bologne ouvre l’ère des points ECTS et des diplômes de bachelor et de master. Les pôles de recherche tels que les sciences du climat sont définis stratégiquement et les coopérations entre universités et avec l’extérieur sont encouragées. Les facultés se restructurent au sein de l’université. La loi sur l’université adaptée en été 2010 habilite la direction de l’université à nommer les professeurs ordinaires et à tenir une comptabilité séparée de celle de l'État. En 2013, la « Stratégie 2021 » a été décidé. Ceci a été accompagné par la définition des cinq domaines thématiques : la durabilité, la santé et la médecine, la matière et l'univers, des connaissances interculturelles et politiques et de gestion. L'Université de Berne gagnera un nouvel élan à la stratégie en 2021 d'une part de la réussite de la stratégie précédente et répondre aux défis. Sur l'autre partie de la main des stratégies et des objectifs de la stratégie en 2021 guidées de l'énoncé de mission de l'université et sa vision.

## Structure

### Facultés
L’Université de Berne comprend huit facultés :
- Faculté de théologie
- Faculté de droit
- Faculté des sciences économiques et sociales
- Faculté de médecine
- Faculté de médecine vétérinaire (Vetsuisse)
- Faculté des lettres
- Faculté des sciences humaines
- Faculté des sciences naturelles

Dans le cadre d’une alliance stratégique, les Facultés de médecine de Berne et de Bâle coopèrent dans les domaines de la chirurgie cardiaque, de la neurochirurgie, de la pathologie et de la microbiologie. Les études de médecine vétérinaire ont été réunies en 2006 au sein de la Faculté Vetsuisse commune à Berne et à Zurich.

### Institutions universitaires centrales
L’Université de Berne compte quatre institutions universitaires centrales :
- Collegium generale (CG)
- Forum « Université et Société » (Forum für Universität und Gesellschaft, FUG)
- Centre interdisciplinaire pour la recherche en études genre (Interdisziplinäres Zentrum für Geschlechterforschung, IZFG)
- Centre de formation continue universitaire (Zentrum für universitäre Weiterbildung, ZUW)

Les institutions universitaires centrales ont pour mission de promouvoir le dialogue entre les domaines et entre les facultés en organisant des manifestations interdisciplinaires pour les enseignants et pour les étudiants. Le « Zentrum für universitäre Weiterbildung » (ZUW) se concentre sur la formation continue scientifique. Les thèmes abordés par le programme du ZUW vont de la gestion publique à l’accompagnement spirituel en passant par la médecine dentaire. De plus, ce centre propose ses propres filières d’études telles que l’évaluation que Berne a été la première université à proposer dans les pays germanophones.

### Centres interdisciplinaires

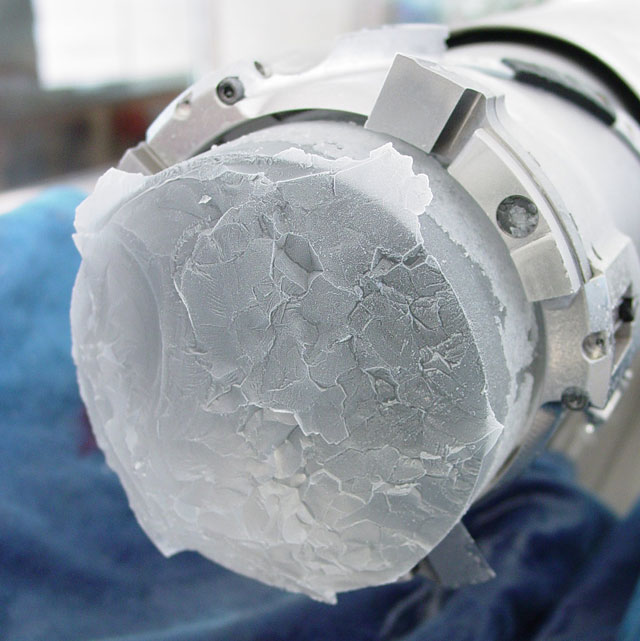
Carotte de glace de l'OCCR pour la reconstruction du climat (2006).

L’Université de Berne accueille onze centres interdisciplinaires :
- Albert Einstein Center for Fundamental Physics (AEC)
- ARTORG Center for Biomedical Engineering Research
- Bern Center for Precision Medicine (BCPM)
- Centre for Development and Environment (CDE)
- Center for Global Studies (CGS)
- Center for Regional Economic Development (CRED)
- Center for Space and Habitability (CSH)
- Center for the Study of Language and Society (CSLS)
- Interdisciplinary Centre for Gender Studies (IZFG)
- Center of Competence for Public Management (CCPM)
- Oeschger Centre for Climate Change Research (OCCR)
- World Trade Institute (WTI)

L’Université de Berne s’est fait un nom dans divers domaines telle que les sciences du climat, la biomédecine et la recherche sur le développement durable. Selon ses pôles de recherche stratégiques, elle a créé des centres de compétence interdisciplinaires permettant une recherche et un enseignement décloisonné. Les centres de compétence proposent aussi des masters spécialisés comme le cursus Biomedical Engineering à l’« ARTORG Center for Biomedical Engineering Research » ou la filière Public Management and Policy au « Center of Competence for Public Management » (CCPM). Longue tradition en recherche sur le développement durable oblige, Berne accueille le « Centre for Development and Environment » (CDE). Ce centre dirige le PRN Nord-Sud, le programme-phare de recherche de la Suisse en matière de changements globaux et de développement durable, et se focalise sur des domaines spécialisés du développement régional comme l’utilisation des ressources naturelles. Traitant un thème connexe, le PRN Réglementation du commerce international (commerce mondial) est hébergé par le « World Trade Institute » (WTI) rattaché à l’Université de Berne. Le WTI est l’un des instituts académiques leaders dans le monde en matière de réglementation du commerce international dans la perspective des contextes juridiques, économiques et politiques.

### Filières d’études et autres spécialités

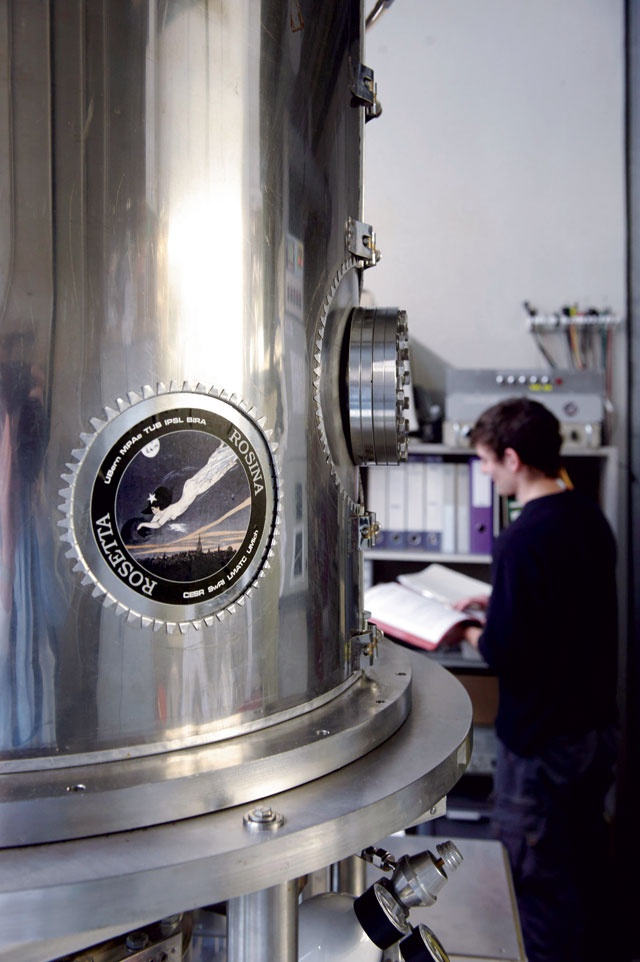
Récipient d'acier pour la mission Rosetta de l'ESA (2009).

Université complète, Berne couvre, avec près de 40 diplômes de bachelor et 70 diplômes de master, toutes les branches scientifiques traditionnelles. Dans certaines disciplines, comme la recherche spatiale, elle arrive même dans le peloton de tête au niveau mondial. Par exemple, l’Institut de physique a participé à la première expédition de l’Homme sur la lune et fournit aujourd’hui encore régulièrement des instruments et des expériences aux missions de la NASA et de l’ESA,. La médecine dentaire, la médecine vétérinaire et la clinique universitaire, le renommé Hôpital de l'Île, bénéficient d’une reconnaissance internationale.
En outre, l’Université de Berne est aussi connue pour encourager les jeunes disciplines telles que les sciences du sport ou les sciences du théâtre. Le cursus de théâtre qui peut être approfondi en master avec une option en sciences de la danse est le seul de ce type en Suisse. Berne est l’unique université au monde à proposer des études poussées en théologie catholique chrétienne. Les Graduate Schools pour doctorants vont plus loin que les programmes de master et sont étroitement associées aux pôles de recherche réputés de l’université que sont notamment les sciences du climat, la santé publique ou le droit pénal.

## Personnalités liées à l'université

### Professeurs
Les professeurs de l’Université de Berne ont joué un rôle de pionnier dans certains domaines scientifiques. Ainsi, la Russe Anna Tumarkin fut la première femme en Europe à faire passer des examens de doctorat et d’habilitation. Le médecin Gabriel Gustav Valentin fut le premier professeur juif à obtenir une chaire dans une université germanophone. Theodor Oskar Rubeli fut l’un des fondateurs de la première faculté de médecine vétérinaire au monde. Enfin, le physicien Hans Oeschger a été précurseur dans la recherche climatique avec son analyse des carottes de glace. Les personnalités suivantes ont aussi enseigné à l’Université de Berne :
Théologie
Adolf Schlatter, Eduard Zeller, Eugène Michaud
Droit
Carl Hilty, Eugen Huber, Virgile Rossel, Carl Stooss
Médecine
Jakob Klaesi, Emil Theodor Kocher, Theodor Langhans, Maurice Edmond Müller, Marco Mumenthaler, Gabriel Valentin
Lettres
Julius Pokorny, Gonzague de Reynold, Anna Tumarkin, Hermann Usener
Sciences naturelles
Albert Einstein, Eduard Fischer, Hans Oeschger, Ferdinand Gonseth, Ludwig Schläfli, Hugo Hadwiger, Hugo von Mohl
Autres
Theodor Oskar Rubeli, Max Weber, Gertrud Woker

### Étudiants
Les personnalités suivantes ont étudié à l’Université de Berne :
| - Karl Barth – théologien et « père de l’église du XXe siècle » - Walter Benjamin – philosophe et critique littéraire - David Cosandey - Essayiste et docteur en physique - John le Carré – écrivain - Friedrich Dürrenmatt – écrivain - René Fasel – président de la Fédération internationale de hockey et membre du Comité international olympique - Markus Feldmann – homme politique et conseiller fédéral - Théophile-Rémy Frêne – pasteur et érudit - Rudolf Gnägi – homme politique et conseiller fédéral - Jeremias Gotthelf – écrivain et pasteur - David Koigen sociologue russo-allemand - Adolfo Lutz – médecin des tropiques et épidémiologiste - Mani Matter – auteur-compositeur-interprète et juriste - Mustafa Memeti, imam - Eduard Müller – homme politique et conseiller fédéral - Werner Munzinger – chercheur sur l’Afrique | - Ulrich Ochsenbein – conseiller fédéral et général, père fondateur de l’État fédéral suisse - Iris von Roten-Meyer – juriste, journaliste et militante pour les droits de la femme - Karl Schenk – homme politique et conseiller fédéral pendant plus de 31 ans, soit le plus long mandat de l’histoire du Conseil fédéral - Karl Scheurer – homme politique et conseiller fédéral - Samuel Schmid – homme politique et conseiller fédéral - Jakob Stämpfli – homme politique et conseiller fédéral, juriste et journaliste - Adolf von Steiger – maire de Berne, conseiller aux États et chancelier fédéral - Hans Martin Sutermeister – médecin, homme politique et libre penseur - Daniel Vasella – président du conseil d’administration et CEO de Novartis - Carl Vogt – naturaliste et homme politique - Benedikt Weibel – CEO des CFF - Kurt Wüthrich – chimiste et prix Nobel de chimie 2002 - Jean Ziegler – sociologue, homme politique et écrivain - Liselotte Pulver - actrice |

### Docteurshonoris causa
Au cours de son histoire, l’Université de Berne a distingué des personnalités hors pair de différents domaines de la société en leur conférant le titre de docteur honoris causa,,.
Médecine
Sir Charles Scott Sherrington, César Roux, Sir Alan Lloyd Hodgkin, Georg von Békésy, Willy Burgdorfer, Iván Böszörményi-Nagy, David Lawrence Sackett, Luc Pettavino
Sciences naturelles
Franz Joseph Hugi, Johann Büttikofer, Hans von Euler-Chelpin, Richard R. Ernst
Économie
Ernst Abbe, Auguste et Louis Lumière, Arthur Stoll, Walter Boveri, Jean-Daniel Gerber, Thomas J. Sargent
Art
Joseph Simon Volmar, Albert Anker, Cuno Amiet, Alberto Giacometti, Ilia Kabakov
Littérature
Charles Ferdinand Ramuz, Stefan Heym, John Edgar Wideman, John le Carré
Politique
Charles Albert Gobat, Rudolf Minger, Annemarie Huber-Hotz, Adolf Ogi, Angela Merkel, Son Altesse Sérénissime le Prince Albert II de Monaco
Autres
Hermann Müller (Thurgovie), Albert Samuel Gatschet, Heidi Tagliavini, Rudolf Strahm

## Classements
L’Université de Berne compte aujourd’hui parmi les 200 meilleures universités au monde. En 2013, le QS World University Rankings la classe au 154e rang et le classement de Shanghai lui attribue avec d’autres universités la 151e à la 200e place au niveau international,. Le classement de Leiden 2013 lui décerne la 177e place au niveau mondial et la 77e en Europe.